# Бюк
Бюк (на унгарски: Bükk) е планински карстов масив в северната част на Унгария, част от системата на Западните Карпати. Има почти кръгла форма с диаметър около 40 km и е разположен между долините на реките Торна на запад и Шайо на изток (двете от басейна на Тиса). Максимални височини върховете Силвашикьо (961 m) и Ищалошкьо (959 m) издигащи се в западната му част. По-голямата северозападна част е изградена основно от варовици, а югоизточната е разбита от разломи, по които през плиоцена са се изливали андезитови лави. Източните и южните му склонове са къси и стръмни, а западните и северните – дълги и полегати, като постепенно преминават във възвишението Хьовьош-Боршоди-Домбшаг. Широко са развити карстовите форми на релефа, като в масива са открити и изследвани 1115 пещери. От него водят началото си реките Чинче, Хор, Егер и др. притоци на Шайо и Тиса. Подножията на склоновете му са заети от зеленчукови и овощни градини и лозя, а високите части са обрасли дъбови и букови гори. Голяма част от масива попада в „Националния парк Бюк“. В източното му подножие е разположен град Мишколц, а в южното – Егер.